# Gentry (Missouri)
Pour les articles homonymes, voir Gentry (homonymie).
Le village de Gentry est situé dans le comté de Gentry, dans l’État du Missouri, aux États-Unis. Sa population s’élevait à 72 habitants lors du recensement de 2010, estimée à 71 habitants en 2016.

## Source
- (en) Cet article est partiellement ou en totalité issu de l’article de Wikipédia en anglais intitulé « Gentry, Missouri » (voir la liste des auteurs).